# Thomas Debrabandere
Thomas Debrabandere (né le 17 août 1990 à Wilrijk) est un coureur cycliste belge.

## Biographie
Il remporte en 2008 la version juniors du Tour des Flandres.
En 2014, il s'impose sur la première étape du Tour de Madagascar.

## Palmarès
- 2007
  - 2e du Tour d'Anvers
- 2008
  - Tour des Flandres juniors
  - 2e de la Guido Reybrouck Classic
- 2013
  - Ploegentijdrit België (contre-la-montre par équipes)
- 2014
  - 1re étape du Tour de Madagascar
  - 3e du Tour de Madagascar

## Classements mondiaux
| Année                                 | 2014 |
| ------------------------------------- | ---- |
| UCI Africa Tour                       | 218e |
|                                       |      |
| Légende : nc = non classéSource : UCI |      |